# HD 109930
HD 109930 (HIP 61687 / G 13-50 / NLTT 31380) es una estrella en la constelación de Virgo de magnitud aparente +8,52. Se localiza 1º al sur de la eclíptica a 42 minutos de arco al noroeste de 25 Virginis. Se encuentra a 141 años luz de distancia del sistema solar.
HD 109930 es una enana naranja de tipo espectral K0V, una estrella de la secuencia principal que obtiene su energía de la fusión de hidrógeno en su núcleo. Más fría que el Sol, su temperatura es de aproximadamente 5095 K, siendo su luminosidad en torno al 84% de la luminosidad solar. Destaca por su elevada metalicidad, con un contenido relativo de hierro 2,60 veces mayor que el del Sol, uno de los valores más altos conocidos. Dada la correlación existente entre metalicidad y presencia de sistemas planetarios, las estrellas con una alta metalicidad son de especial interés en la búsqueda de planetas extrasolares.
A 8,5 segundos de arco de HD 109930, existe una acompañante de tipo K4 y magnitud +9,66. La estrella, denominada NLTT 31381 (G 13-50F), tiene el mismo movimiento propio que HD 109930, por lo que parece estar gravitacionalmente unida a esta. Si este es el caso, la separación entre ambas estrellas es de al menos 370 UA, unas 12 veces la distancia existente entre Neptuno y el Sol.